# Colina Gaizina
La Colina Gaizina (en letón, Gaiziņkalns), con 312 m sobre el nivel del mar, constituye el punto más alto de Letonia. Se encuentra a corta distancia al oeste de la ciudad de Madona.
Aunque sólo de una elevación relativamente pequeña, Gaizina ha sido desarrollada como un destino de esquí incluyendo tres laderas y varios alojamientos. Para rivalizar con Suur Munamägi - el punto más alto de la vecina Estonia a 318 m - se construyó una torre para lograr una mayor elevación conjunta. Aunque la obra de construcción no se acabó, la torre se convirtió en una atracción para muchos turistas, lo que llevó a cerrar la torre debido a los serios riesgos de seguridad.